# Bart-Mangled Banner
Bart-Mangled Banner, llamado Bandera Bart-Estrellada en España y La bandera de Bart en Hispanoamérica, es un episodio perteneciente a la decimoquinta temporada de la serie animada Los Simpson, emitido originalmente el 16 de mayo de 2004. El episodio fue escrito por John Frink y dirigido por Steven Dean Moore. En el episodio, Bart por accidente insulta a la bandera de EE. UU. y toda la familia es considerada anti-patriota. 
El episodio recibió críticas entre mixtas a positivas por parte de los críticos, pero críticas muy negativas por parte de los fanáticos de la serie.

## Sinopsis
Todo comienza cuando la familia hace un día de paseo especial, Bart, Lisa y Maggie están muy felices por el paseo, y sus padres les regalan unos gatos, y los niños están muy contentos, demasiado contentos según ellos, por lo que notan que sus padres estaban tramando algo contra ellos, Homer y Marge les dicen que son muy desconfiados pero en realidad, las sospechas de Bart y Lisa eran ciertas. Homer y Marge llevan a los niños a ponerse vacunas. El Dr. Hibbert logra vacunar a Lisa y Maggie pero cuando está por vacunar a Bart, el niño escapa burlándolo. Luego de perseguirlo por toda la ciudad, Hibbert finalmente engaña a Bart (con ayuda de Barney) y le pone su vacuna. La inyección, sin embargo, hace que los oídos de Bart se inflamen, volviéndolo temporalmente sordo. El doctor le hace saber de los efectos secundarios pero el doctor engaña a Homer, haciéndole firmar un acta en donde se negaba a demandarlo.
Unos días después, en la Escuela Primaria de Springfield se realizaría la competencia de "baloncesto sobre burros", en donde un equipo de alumnos jugaban baloncesto contra los maestros, mientras todos ellos estaban montando sobre burros. Cuando, antes de que si inicie el juego, todos cantan el himno nacional, Bart, ajeno a todos por su sordera, le ofrece una zanahoria al burro y al mismo tiempo burlándose, y luego coloca la zanahoria en el pantalón. El burro le quita la zanahoria, arrancándole el pantalón corto al mismo tiempo. Justo al mismo tiempo en que una bandera de los Estados Unidos se desplegaba detrás de Bart, este estaba sin pantalones donde apuntaba su trasero a la bandera. En ese momento, la gente asistente piensa que Bart está insultando a la bandera y al país, pese a que Bart desconocía todo porque estaba sordo.
Durante los días siguientes, los Simpson son odiados por todo Springfield por su supuesto anti-patriotismo. Homer y Marge tratan de aclarar el malentendido, explicando que todo era un accidente, pero nadie los quiere escuchar. Más tarde, los Simpsons son invitados a un programa para que cuenten su lado de la historia. Sin embargo, las palabras de Bart y Marge son malinterpretadas a tal punto de que, el presentador logra desesperar a Marge pero ella le dice que por personas como él es que odia a los americanos. Todos quedan atónitos ante la afirmación de Marge y el presentador sugiere que deberían echar a Marge de la ciudad pero ella le dice que es muy respetada en Springfield, por lo que el conductor del programa llega a la conclusión de que Springfield odiaba a Estados Unidos, llevando todo al amarillismo.
Para arreglar la imagen negativa de la ciudad, el alcalde Joe Quimby decide cambiar el nombre de la ciudad a "Ciudad Libertad (Libertyville)". Todo en la ciudad de vuelve patriota; los colores del semáforo son cambiados a azul, blanco y rojo, y todo cuesta 17.76 dólares. Pero a todo esto, Lisa sentía que la ciudad se volvió muy extremista con esto. Cuando, en la iglesia, Lisa da su opinión sobre el desmedido patriotismo de la ciudad, aparece el FBI y arresta a todos los Simpsons, y son llevados a prisión por violar la ley "El Gobierno tiene la razón".
La familia es llevada a un centro de reeducación, el cual parece más una cárcel. Y ellos llegan a notar que la gente con pensamiento correcto e inocentes son los terminan en la cárcel. Pero en el momento de ver ciertos videos, un hombre que decía ser el último demócrata registrado, les sugiere cómo escapar de la cárcel y esto sería participando en el concurso de talentos. Una vez que la familia participa en el concurso, logran escapar de la cárcel a través de un ducto subterráneo. Sin embargo, al estar afuera descubren que estaban en la Prisión de Alcatraz, la cual está situada en una isla. Homer sugiere nadar, pero mientras están nadando hacia tierra firme, son divisados por un barco, Homer piensa que es un barco americano pero en realidad, era un barco francés en el cual, su capitán les dice que se suban a la embarcación y que los llevarán a Francia.
El episodio termina con la familia Simpson en Francia. Allí son muy bien tratados, pero pronto comienzan a extrañar a EE. UU. Y para no ser rechazados, se disfrazan de inmigrantes y vuelven a su país.